# فیلیپس هولمز
فیلیپس هولمز (انگلیسی: Phillips Holmes؛ ۲۲ ژوئیهٔ ۱۹۰۷ – ۱۲ اوت ۱۹۴۲) بازیگر اهل کانادا بود.
از فیلم‌های او می‌توان به مرا ستاره کن، آرزوهای بزرگ، ژنرال اسپنکی و شراره آسمانی اشاره نمود.